# Шоркасы (Крымзарайкинское сельское поселение)
Шоркасы́ (чув. Шуркасси) — деревня в Аликовском муниципальном округе Чувашской Республики. Входила в состав Крымзарайкинского сельского поселения до его упразднения в 2022 году.

## Общие сведения о селении
В настоящее время деревня в основном газифицирована.

## Название
Краевед И. С. Дубанов, ссылаясь на работу Л. А. Ефимова «Элӗк енӗ: историпе краеведени очеркӗсем», приводит две версии происхождения названия деревни: 

1) Шур — старинное чувашское имя; 2) Шур — болото.— Географические названия Чувашской Республики

### Прежние названия
Шуркасси Мучикасси (до 1927; Мучи, Мути, Мучар — старинные чувашские имена)

## География
Расстояние до Чебоксар 70 км, до райцентра (село Аликово) 8 км, до ж.-д. станции 40 км. Деревня расположена на берегах реки Сорма.

### Административная принадлежность
До 1927 года деревня входила в Аликовскую волость Ядринского уезда. 1 ноября 1927 года — в составе Аликовского района, после 20 декабря 1962 года — в Вурнарском районе. С 14 марта 1965 года снова в Аликовском районе.

### Климат
Климат умеренно континентальный с продолжительной холодной зимой и тёплым летом. Средняя температура января −12,9 °C, июля 18,3 °C, абсолютный минимум достигал −44 °C, абсолютный максимум 37 °C. За год в среднем выпадает до 552 мм осадков.

## Население
| 2010 | 2012 |
| ---- | ---- |
| 102  | ↗140 |

1999 — 116 дворов, 216 человек;

2002 — 100 дворов, 252 человека.
Жители — чуваши, до 1866 государственные крестьяне; занимались земледелием, животноводством, слесарно-токарным, плотницким промыслами.

## История
В XIX — начале XX вв. околоток деревни Мочеева (ныне не существует).

В 1929 образован колхоз «Пучах».

## Связь и средства массовой информации
- Связь: ОАО «Волгателеком», Би Лайн, МТС, Мегафон. Развит интернет ADSL технологии.
- Газеты и журналы: Аликовская районная газета «Пурнăç çулĕпе» — «По жизненному пути»[7] Языки публикаций: чувашский, русский.
- Телевидение: население использует эфирное и спутниковое. Эфирное телевидение позволяет принимать национальный канал на чувашском и русском языках.